# Grassac
Grassac är en kommun i departementet Charente i regionen Nouvelle-Aquitaine i västra Frankrike. Kommunen ligger  i kantonen Montbron som ligger i arrondissementet Angoulême. År 2022 hade Grassac 303 invånare.

## Befolkningsutveckling
Antalet invånare i kommunen Grassac
Referens:INSEE